# Chotěšov (Ústí nad Labem)
Chotěšov é uma comuna checa localizada na região de Ústí nad Labem, distrito de Litoměřice.